# الغزو التركي الكبير
في التأريخ الجورجي، الغزو التركي الكبير، والذي يُترجم أيضًا باسم الاضطرابات التركية الكبرى (بالجورجية: დიდი თურქობა) يشير إلى الهجمات المستمرة واستقرار القبائل التركية بقيادة السلاجقة في الأراضي الجورجية خلال عهد جورج الثاني في ثمانينيات القرن الحادي عشر. يعود أصل المصطلح إلى تأريخ القرن الثاني عشر الجورجي وهو مقبول في الدراسات الحديثة لجورجيا. أدت غزوات السلاجقة إلى أزمة حادة في مملكة جورجيا، مما أدى إلى إخلاء العديد من مقاطعاتها وإضعاف السلطة الملكية، حتى انعكس المد بالانتصارات العسكرية للملك داود الرابع (حكم من 1089 إلى 1125 م).

## الخلفية
شكّل عهد الدولة البويهية عهد سلام وازدهار للمسلمين والقوقازيين، فكانت فترة نهضة علميّة وتفاهم دبلوماسي، انتهَت هذه الحقوبة مع أول ظهور للسلاجقة في جورجيا في ستينيات القرن الحادي عشر الميلادي، عندما دمر السلطان ألب أرسلان المقاطعات الجنوبية الغربية للمملكة الجورجية وقلص كاخيتي. كان هؤلاء الدخلاء جزءًا من نفس موجة الحركة التركية التي ألحقت هزيمة ساحقة بالجيش البيزنطي في ملاذكرد عام 1071 م، وقد أتوا بعد أن سيطروا على مفاصل الخلافة العباسية. وعلى الرغم من أن الجورجيين تمكنوا من التعافي من غزو ألب أرسلان، إلا أن الانسحاب البيزنطي من الأناضول جعلهم في اتصال مباشر أكثر مع السلاجقة. وفي سبعينيات القرن الحادي عشر الميلادي، تعرضت جورجيا لهجومين من السلطان ملك شاه الأول، لكن الملك جورج الثاني كان لا يزال قادرًا على القتال في بعض الأحيان.

## الغزو

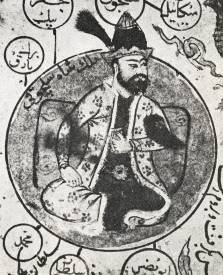
السلطان ملك شاه

في عام 1080 م، فوجئ جورج الثاني بقوة تركية كبيرة بقيادة أحمد (ربما كان فردًا من الرواديين) بالقرب من قولي،، وقد أُطلق على أحمد في السجل الجورجي "الأمير القوي والرامي الماهر". أُجبر جورج على الفرار، عبر أدجارا، إلى أبخازيا. فغزا الأتراك قارص من الجورجيين وعادوا إلى قواعدهم محملين بالثروات وسرعان ما تبع ذلك غارات أكبر، بقيادة يعقوب وعيسى بوري. في 24 حزيران 1080 م، بدأ الأتراك نصف الرُّحَّل في الوصول بشكل جماعي إلى المقاطعات الجنوبية لجورجيا، وانتقلوا بسرعة إلى عمق البلاد واجتاحوا أسيسبوري وكلارجتي وشفشات وأدجارا ومسخيني وكارتلي وأرجويتي وساموكالاكو وتشكونديدي. أُحرقت مدينتا كوتايسي وأرتانوجي الرئيستان، بالإضافة إلى دير كلارجيتي المسيحي النابض بالحياة. واضطر الناجون من القتال إلى الفرار إلى الجبال، حيث لاقى الكثير منهم حتفهم بردًا وجوعًا.
عندما رأى جورج الثاني أن مملكته تتعرض للتدمير، شعر باليأس فتوجه إلى أصفهان، وتحديدًا إلى السلطان التاركي مالك شاه، الذي عامل الملك الجورجي بكثير من الاهتمام ووعده بالأمن من البدو مقابل مكافأة مالية سنوية (الخراج).

## النتائج

خريطة القوقاز 1090

لم يُحقق قبول جورج للسيادة السلجوقية سلامًا حقيقيًا لجورجيا. واصل الأتراك زحفهم الموسمي إلى الأراضي الجورجية للاستفادة من خضرة وادي كر، واحتلت حاميات السلاجقة الحصون الرئيسة في جنوب جورجيا. كان لهذه الغزوات والاستيطان آثارٌ مدمرة على النظام الاقتصادي والسياسي في جورجيا. تحولت الأراضي المزروعة إلى مراعٍ للبدو، واضطر الفلاحون إلى البحث عن ملاذ آمن في الجبال. يأسف المؤرخ الجورجي المعاصر على أنه "في تلك الأوقات لم يكن هناك بذر ولا حصاد. خُربت الأرض وتحولت إلى غابة؛ واتخذت الحيوانات والوحوش مسكنًا لها مكان البشر. وقع ظلمٌ لا يُطاق على جميع سكان الأرض؛ كان ظلمًا لا مثيل له، بل أسوأ بكثير من كل ما سُمع عنه أو شهدناه من ويلات". وكان الوضع مماثل في أرمينيا المجاورة كما ورد في سجلات أريستاكيس لاستيفيرتسي. ومما زاد الطين بلة، ضرب زلزال شديد المقاطعات الجنوبية لجورجيا، مما أدى إلى تدمير تموغفي والمنطقة المحيطة بها في 16 نيسان 1088 م.

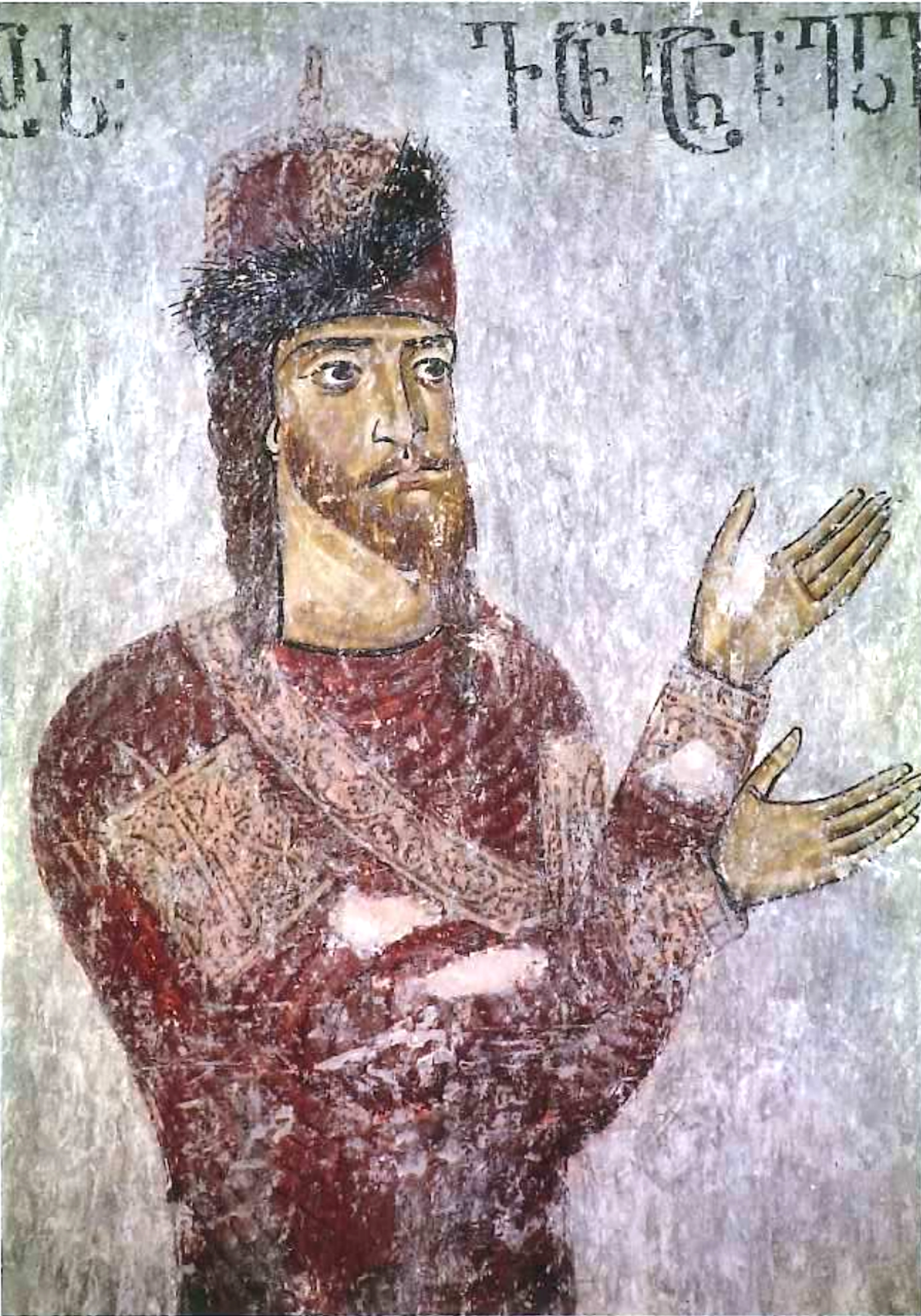
تمثالٌ لمتبرع يرتدي شربوشًا وقبّةً وطرازًا. محفوظة في كنيسة رئيس الملائكة، في زيمو-كريخي، براشا، شمال جورجيا. من القرن الحادي عشر، رقم الجرد 03086-76.

استغلّ كبار نبلاء جورجيا ضعف السلطة الملكية لتعزيز استقلالهم. حاول جورج الثاني استغلال فضل مالك شاه لإخضاع أغسارتان الأول، ملك كاخيتي المتمرد في شرق جورجيا، لكنه فشل في تحقيق أي نتيجة، ويرجع ذلك أساسًا إلى أفعاله المتناقضة. تمكّن أغسارتان من التفوق عليه بعرضه الخضوع لمالك شاه وشراء الأمان باعتناق الإسلام.

## العواقب

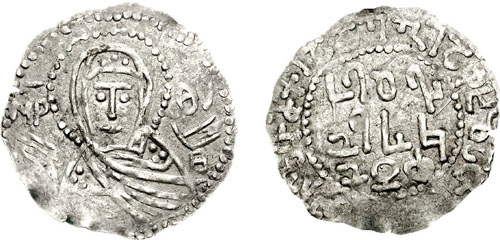
عملة جورج الثاني، 1081-1089

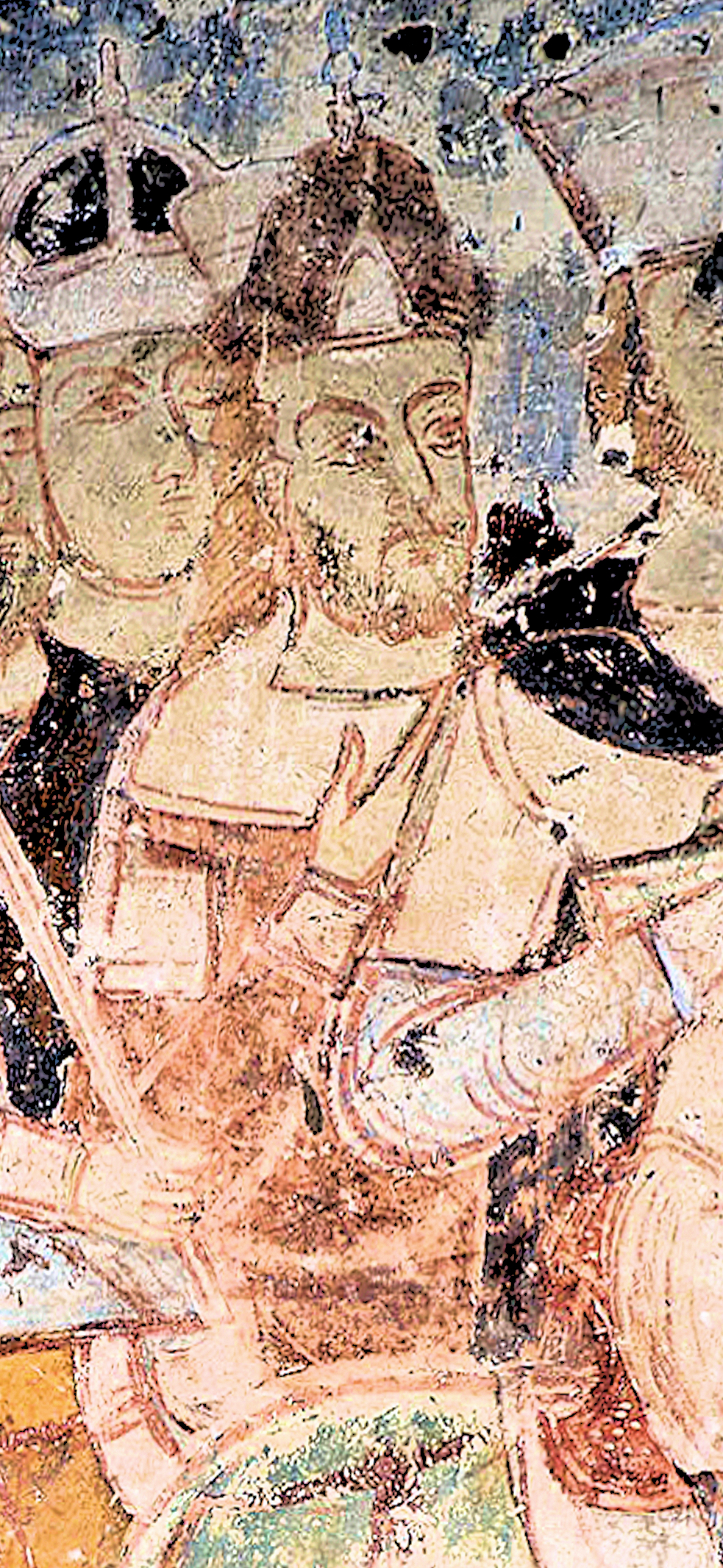
زي ملك من البلاط الملكي الجورجي في الفترة حوالي عام 1215 م. القديس غريغوريوس من تيغران هونينتس.

كان هذا هو الوضع في جورجيا، عندما اختار جورج الثاني في عام 1089 وضع التاج - أو أُجبر على ذلك من نبلائه - على رأس ابنه ديفيد الرابع البالغ من العمر 16 عامًا. تمكن هذا الحاكم الشاب النشيط من الاستفادة من الفوضى في دولة السلاجقة بعد وفاة مالك شاه في عام 1092 م ووصول الحملة الصليبية الأولى إلى الشرق الأوسط في عام 1096 م وشرع في حملة منهجية تهدف إلى كبح المعارضة الأرستقراطية وطرد السلاجقة من مملكته. بحلول عام 1099 م، وهو العام الذي سقطت فيه القدس في أيدي الصليبيين، شعر ديفيد بالقوة الكافية لحجب الجزية السنوية المدفوعة للسلاجقة. انتهت سلسلة من النجاحات العسكرية على خلفاء الإمبراطورية السلجوقية الإقليميين بانتصار كبير على الجيوش الإسلامية في ديدجوري عام 1121 م، مما جعل المملكة الجورجية قوة هائلة في القوقاز وشرق الأناضول.

## فهرس
- Allen، W.E.D. (1932). A history of the Georgian people; from the beginning down to the Russian conquest in the nineteenth century. London: Routledge & K. Paul. ISBN:0-7100-6959-6.
- Eastmond، Antony (1998). Royal imagery in medieval Georgia. University Park, Pa.: Pennsylvania State University Press. ISBN:0271016280.
- Lordkipanidze، Mariam (1987). Georgia in the XI-XII Centuries. Tbilisi: Ganatleba. OCLC:976720564.
- Peacock، Andrew (2006). "Georgia and the Anatolian Turks in the 12th and 13th centuries". Anatolian Studies. ج. 56: 127–146. DOI:10.1017/S0066154600000806. JSTOR:20065551. S2CID:155798755.
- Suny، Ronald Grigor (1994). The making of the Georgian nation (ط. 2.). Bloomington: Indiana Univ. Press. ISBN:0253209153.
- Thomson، Robert W. (1996). Rewriting Caucasian history: the medieval Armenian adaptation of the Georgian chronicles; the original Georgian texts and the Armenian adaptation. Oxford: Clarendon Press. ISBN:0198263732.